# Разнозубые акулы
Разнозубые, или бычьи акулы, или рогатые акулы (лат. Heterodontus) — единственный современный род хрящевых рыб одноимённого семейства, выделяемого в монотипный отряд разнозубообразных (Heterodontiformes). К нему относятся 9 современных видов. Ранее это семейство было более разнообразным.
Название семейства происходит от слов др.-греч. ἑτεροῖος — «разный», «другой» и др.-греч. ὀδούς — «зуб».

## Описание
Для разнозубых акул характерна массивная голова с наростами над глазами и округлённой пастью. У всех видов имеется анальный плавник и два спинных плавника. Перед каждым спинным плавником расположен шип. Кроме того, у них по пять жаберных щелей. Передние зубы этих акул мелкие и острые (хватающие), а задние — крупные и тупые (дробящие). Этому факту разнозубые акулы обязаны своим названием.
Самый крупный вид рода, австралийская бычья акула (Heterodontus portusjacksoni), достигает длины всего 165 см.

## Питание
Их пища состоит главным образом из моллюсков, морских ежей и других придонных животных.

## Размножение
Разнозубые акулы, в отличие от многих живородящих акул, откладывают яйца, заключённые в яйцевые капсулы.

## Ареал
Разнозубые акулы населяют умеренно-тёплые и тропические моря от запада Индийского океана до восточной части Тихого океана. В Атлантическом океане, а также в прибрежных водах изолированных океанических островов, разнозубые акулы отсутствуют.

## Классификация
Семейство разнозубых акул Heterodontidae включает 1 современный и 2 ископаемых рода:
- Heterodontus Blainville, 1816 — Бычьи акулы
  - Heterodontus francisci Girard, 1855 — Калифорнийская бычья акула
  - Heterodontus galeatus Günther, 1870 — Шлемовидная бычья акула
  - Heterodontus japonicus Maclay & Macleay, 1884 — Японская бычья акула
  - Heterodontus mexicanus L. R. Taylor & Castro-Aguirre, 1972 — Мексиканская бычья акула
  - Heterodontus omanensis Z. H. Baldwin,  2005
  - Heterodontus portusjacksoni F. A. A. Meyer, 1793 — Австралийская бычья акула, или австралийская рогатая акула
  - Heterodontus quoyi Fréminville, 1840 — Перуанская бычья акула
  - Heterodontus ramalheira J. L. B. Smith, 1949 — Мозамбикская бычья акула
  - Heterodontus zebra J. E. Gray, 1831 — Зебровидная бычья акула, или китайская бычья акула, или узкополосая бычья акула

Ископаемые представители:
- † Heterodontus canaliculatus Egerton et Woodward 1889
- † Heterodontus carerens Kriwet 1999
- † Heterodontus duffini Thies 1983
- † Heterodontus havreensis Herman 1975
- † Heterodontus lerichei Casier 1943
- † Heterodontus lonzeensis Herman 1975
- † Heterodontus maisierensis Herman 1975
- † Heterodontus pineti Fedorowski 1912
- † Heterodontus rugosus Agassiz 1839
- † Heterodontus semirugosus Plieninger 1847
- † Heterodontus upnikensis Dalinkevicius 1935
- † Heterodontus woodwardi Caiser 1956

- † Paracestracion Koken in Zittel 1911
  - † Paracestracion bellis Underwood et Ward 2004
  - † Paracestracion falcifer Wagner 1857
  - † Paracestracion sarstedensis Thies 1983
  - † Paracestracion viohli Kriwet 2008
- † Proheterodontus Underwood et Ward 2004
  - † Proheterodontus sylvestris Underwood et Ward 2004

## Фото
- Шлемовидная бычья акула
- Калифорнийская бычья акула
- Аквалангист перед бычьей акулой
- Две австралийские бычьи акулы
- Яйцевая капсула
- H. galeatus, поедающий яйцевую капсулу H. portusjacksoni